# Isländischer Fußballpokal der Männer 1974
Der isländische Fußballpokal 1974 war die 15. Austragung des isländischen Pokalwettbewerbs der Männer. Pokalsieger wurde Valur Reykjavík. Das Team setzte sich im Finale am 14. September 1974 im Laugardalsvöllur von Reykjavík gegen ÍA Akranes durch. Titelverteidiger Fram Reykjavík war im Viertelfinale gegen den späteren Finalisten ausgeschieden.

## Modus
Die Begegnungen wurden in einem Spiel ausgetragen. Bei unentschiedenem Ausgang wurde das Spiel auf des Gegners Platz wiederholt.

## Qualifikation
| Datum      |                     | Ergebnis |                         |
| ---------- | ------------------- | -------- | ----------------------- |
| 03.07.1974 | Austri Eskifjörður  | 0:3      | Leiknir Fáskrúðsfjörður |
| 03.07.1974 | þróttur Norðfjörður | 2:1      | Valur Reyðarfjörður     |

## 1. Runde
| Datum      |                         | Ergebnis |                      |
| ---------- | ----------------------- | -------- | -------------------- |
| 12.06.1974 | ÍR Reykjavik            | 3:1      | UMF Stjarnan         |
| 19.06.1974 | ÍF Grótta               | 3:4      | UMF Selfoss          |
| 17.07.1974 | Höttur Egilsstaðir      | 3:5      | Huginn Seyðisfjörður |
| 17.07.1974 | Leiknir Fáskrúðsfjörður | 5:6      | þróttur Norðfjörður  |
| 17.07.1974 | Völsungur Húsavík       | 2:0      | KS Siglufjarðar      |
| 17.07.1974 | ÍB Ísafjörður           | 2:0      | Stefnir Súgandafirði |
| 17.07.1974 | UMF Skallagrímur        | 0:3      | UMF Víkingur         |
| 17.07.1974 | Leiftur Ólafsfjörður    | 3:1      | UMS Skagafjörður     |

## 2. Runde
Teilnehmer: Die acht Sieger der 1. Runde und die acht Zweitligisten.
| Datum      |                      | Ergebnis |                      |
| ---------- | -------------------- | -------- | -------------------- |
| 17.07.1974 | Breiðablik Kópavogur | 9:0      | Víðir Garði          |
| 17.07.1974 | þróttur Reykjavík    | 1:2      | Ármann Reykjavík     |
| 17.07.1974 | FH Hafnarfjörður     | 0:2      | Haukar Hafnarfjörður |
| 17.07.1974 | ÍR Reykjavik         | 0:2      | UMF Selfoss          |
| 18.07.1974 | UMF Víkingur         | 4:2      | ÍB Ísafjörður        |
| 24.07.1974 | Huginn Seyðisfjörður | 0:3      | þróttur Norðfjörður  |
| 24.07.1974 | Völsungur Húsavík    | 7:1      | Leiftur Ólafsfjörður |
| 24.07.1974 | Leiknir Reykjavík    | 0:3      | Fylkir Reykjavík     |

## 3. Runde
Teilnehmer: Die acht Sieger der 2. Runde und die acht Teams der 1. deild 1974.
| Datum      |                      | Ergebnis |                      |
| ---------- | -------------------- | -------- | -------------------- |
| 31.07.1974 | Ármann Reykjavík     | 0:7      | KR Reykjavík         |
| 31.07.1974 | ÍBA Akureyri         | 2:3      | Víkingur Reykjavík   |
| 31.07.1974 | Haukar Hafnarfjörður | 1:8      | Valur Reykjavík      |
| 31.07.1974 | Völsungur Húsavík    | 1:0      | þróttur Norðfjörður  |
| 31.07.1974 | UMF Víkingur         | 1:3      | ÍA Akranes           |
| 31.07.1974 | UMF Selfoss          | 0:1      | ÍB Keflavík          |
| 31.07.1974 | Fram Reykjavík       | 4:0      | Fylkir Reykjavík     |
| 31.07.1974 | ÍBV Vestmannaeyja    | 3:1      | Breiðablik Kópavogur |

## Viertelfinale
| Datum      |                    | Ergebnis |                   |
| ---------- | ------------------ | -------- | ----------------- |
| 14.08.1974 | ÍBV Vestmannaeyja  | 0:2      | Völsungur Húsavík |
| 14.08.1974 | ÍA Akranes         | 2:0      | Fram Reykjavík    |
| 14.08.1974 | Víkingur Reykjavík | 3:2      | KR Reykjavík      |
| 14.08.1974 | ÍB Keflavík        | 1:3      | Valur Reykjavík   |

## Halbfinale
| Datum      |                   | Ergebnis |                    |
| ---------- | ----------------- | -------- | ------------------ |
| 28.08.1974 | Völsungur Húsavík | 0:2      | ÍA Akranes         |
| 28.08.1974 | Valur Reykjavík   | 2:2      | Víkingur Reykjavík |

### Wiederholungsspiel
| Datum      |                    | Ergebnis |                 |
| ---------- | ------------------ | -------- | --------------- |
| 11.09.1974 | Víkingur Reykjavík | 1:2      | Valur Reykjavík |

## Finale
| Paarung  | Valur Reykjavík – ÍA Akranes                                                                                          |
| Ergebnis | 4:1 |
| Datum    | 14. September 1974 |
| Stadion  | Laugardalsvöllur, Reykjavík                                                                                           |
| Tore     | Für Valur: Kristinn Björnsson , Atli Eðvaldsson , Jóhannes Eðvaldsson , Bergsveinn Alfonsson Für ÍA: Teitur Þórðarson |